# Pojpo
Pojpo ist eine Ortschaft im Departamento Chuquisaca im südamerikanischen Andenstaat Bolivien.

## Lage im Nahraum
Pojpo ist zentraler Ort des Kanton Pojpo im Municipio Poroma in der Provinz Oropeza. Die Ortschaft liegt auf einer Höhe von 2416 m am Zusammenfluss des Río Palca und des Río Portillo, die ab Pojpo flussabwärts den Río Chico bilden, der nach insgesamt 93 Kilometern in den bolivianischen Río Grande mündet.

## Geographie
Pojpo liegt zwischen dem Altiplano und dem bolivianischen Tiefland im Höhenzug der bolivianischen Cordillera Central. Das Klima ist ein kühl-gemäßigtes Höhenklima mit typischem Tageszeitenklima, bei dem die Temperaturunterschiede im Tagesverlauf stärker schwanken als im Jahresverlauf.
Die Durchschnittstemperatur der Region liegt bei gut 17 °C (siehe Klimadiagramm Poroma) und schwankt im Jahresverlauf zwischen knapp 14 °C im Juli und 19 °C von November bis Januar. Der Jahresniederschlag beträgt gut 600 mm, wobei die monatlichen Niederschläge in der halbjährigen Trockenzeit von April bis Oktober bei unter 30 mm liegen, während im Südsommer von Dezember bis Februar Monatswerte zwischen 120 und 150 mm erreicht werden.

## Verkehrsnetz
Pojpo liegt in einer Entfernung von 44 Straßenkilometern nördlich von Sucre, der Hauptstadt des Departamentos.
Durch Sucre führt die Nationalstraße Ruta 5, die in West-Ost-Richtung von der chilenischen Grenze im Westen über Sucre bis ins Tiefland von Santa Cruz führt; und die Ruta 6, die von der Grenze zu Paraguay über Sucre in Nord-West-Richtung bis Machacamarca im Departamento Oruro führt.
Die Straße von Sucre nach Pojpo folgt vom Stadtzentrum aus zuerst der Ruta 5 nach Norden, verlässt dann die Ruta 5 im Barrio Katalla Baja Richtung Llimphi und La Barranca nach Nordwesten. Bei Molle Molle nordöstlich des Flugfeldes des alten Flughafens von Sucre „Juana Azurduy de Padilla“ zweigt eine unbefestigte Landstraße Richtung Villa Allegria ab, lässt die Siedlung jedoch links der Straße liegen und führt auf weiteren dreißig Kilometern in nördlicher Richtung über die lokalen Höhenrücken der Cordillera Central bis ins Tal des Río Chico nach Pojpo.

## Bevölkerung
Die Einwohnerzahl der Ortschaft ist im vergangenen Jahrzehnt deutlich angestiegen:
| Jahr | Einwohner         | Quelle       |
| ---- | ----------------- | ------------ |
| 1992 | keine Detaildaten | Volkszählung |
| 2001 | 110               | Volkszählung |
| 2012 | 168               | Volkszählung |
| 2024 |                   | Volkszählung |

Die Region weist einen hohen Anteil an Quechua-Bevölkerung auf, im Municipio Poroma sprechen 99,5 Prozent der Bevölkerung die Quechua-Sprache.